# Gymnastique artistique aux Jeux olympiques d'été de 2012 - poutre femmes
Pour un article plus général, voir Gymnastique artistique aux Jeux olympiques d'été de 2012.
Navigation
Pékin 2008 Rio de Janeiro 2016
La finale du concours de la poutre femmes de gymnastique artistique des Jeux olympiques d'été de 2012 organisés à Londres (Royaume-Uni), se déroule à la North Greenwich Arena le 7 août 2012.

## Médaillées
| Or          | Argent | Bronze      |
| Deng Linlin | Sui Lu | Aly Raisman |

## Faits marquants
La Chine réalise le doublé à la poutre, avec la victoire de Deng Linlin devant Sui Lu. Le bronze revient à l'Américaine Aly Raisman.

## Résultats

### Finale
| Rang                                | Gymnaste          | Pays       | Score D | Score E | Pén. | Total   |
| ----------------------------------- | ----------------- | ---------- | ------- | ------- | ---- | ------- |
| Médaille d'or, Jeux olympiques      | Deng Linlin       | Chine      | 6.600   | 9.000   |      | 15.600  |
| Médaille d'argent, Jeux olympiques  | Sui Lu            | Chine      | 6.500   | 9.000   |      | 15.500  |
| Médaille de bronze, Jeux olympiques | Aly Raisman       | États-Unis | 6.300   | 8.766   |      | 15.066* |
| 4                                   | Cătălina Ponor    | Roumanie   | 6.600   | 8.466   |      | 15.066* |
| 5                                   | Ksenia Afanasyeva | Russie     | 5.800   | 8.783   |      | 14.583  |
| 6                                   | Larisa Iordache   | Roumanie   | 6.400   | 7.800   |      | 14.200  |
| 7                                   | Gabby Douglas     | États-Unis | 6.000   | 7.633   |      | 13.633  |
| 8                                   | Viktoria Komova   | Russie     | 6.200   | 6.966   |      | 13.166  |

- Aly Raisman et Catalina Ponor terminent avec le même total, mais Aly Raisman a une meilleure note d’exécution que la Roumaine donc Aly Raisman remporte la médaille de bronze.

### Qualifications
| Rang | Gymnaste          | Pays       | Score D | Score E | Pén. | Total  |
| ---- | ----------------- | ---------- | ------- | ------- | ---- | ------ |
| 1    | Sui Lu            | Chine      | 6.400   | 9.000   |      | 15.400 |
| 2    | Viktoria Komova   | Russie     | 6.400   | 8.866   |      | 15.266 |
| 3    | Gabby Douglas     | États-Unis | 6.500   | 8.766   |      | 15.266 |
| 4    | Deng Linlin       | Chine      | 6.500   | 8.666   |      | 15.166 |
| 5    | Aly Raisman       | États-Unis | 6.400   | 8.700   |      | 15.100 |
| 6    | Ksenia Afanasyeva | Russie     | 5.900   | 9.166   |      | 15.066 |
| 7    | Cătălina Ponor    | Roumanie   | 6.400   | 8.633   |      | 15.033 |
| 8    | Diana Bulimar     | Roumanie   | 6.100   | 8.766   |      | 14.866 |

L'Américaine Kyla Ross et la Russe Anastasia Grishina respectivement 6e et 9e des qualifications à la poutre n'entrent pas en finale, car seules deux gymnastes par pays peuvent prendre part à la finale. Par ailleurs, la Roumaine Diana Bulimar cède sa place en finale à sa compatriote Larisa Iordache, initialement 11e avec 14.800.